# بيكورت (باد كاليه)
بيكورت، باد كاليه (بالفرنسية: Bécourt)‏ هي بلدية تقع في إقليم باد كاليه من منطقة نور با دو كاليه في شمال فرنسا. تبلغ مساحة هذه المدينة 6.03 (كم²)، وترتفع عن سطح البحر 154 م، يبلغ عدد سكانها 274 نسمة حسب إحصاء المعهد الوطني للإحصاء والدراسات الاقتصادية سنة 2009 م. وترأس Roland Flahaut البلدية خلال فترة (2008-2014).